# 天主教伊迪奧法教區
天主教伊迪奧法教區（拉丁語：Dioecesis Idiofaensis）是剛果民主共和國一個羅馬天主教教區，屬金沙薩總教區。
教區的前身是伊帕穆宗座監牧區，成立於1937年4月13日，1948年2月12日升為代牧區。1959年11月30日升為教區。1960年6月20日易名至今。
教區包括該國西部班頓杜省東部、西開賽省西部。2006年有教友1,100,000人（佔轄區總人口50.0%）、四十二個堂區、106名司鐸。現任教區主教為若瑟·莫科·埃坎加。